# Fu Tianyu
Fu Tianyu (* 16. Juli 1978 in der Provinz Heilongjiang; chinesisch 付天余, Pinyin Fù Tiānyú) ist eine ehemalige chinesische Shorttrackerin.

## Werdegang
International startete Fu erstmals bei der Winter-Universiade 1999, wo sie über 3000 Meter die Bronzemedaille gewann. Auch in zwei weiteren Disziplinen erreichte sie das Finale und wurde einmal Fünfter, einmal jedoch disqualifiziert. Danach nahm sie drei Jahre an keinen weiteren bedeutenden Wettkämpfen mehr teil, sondern erst wieder bei der Teamweltmeisterschaft 2002, wo sie mit dem chinesischen Team zwei Titel gewann. Ein halbes Jahr später, im Oktober 2002, wurde Fu zum ersten Mal für den Weltcup in Korea nominiert, bei dem sie drei Finals erreichte und dabei einen zweiten, einen dritten und einen vierten Platz herausfuhr. Auch bei den nächsten Weltcups schaffte sie einige Podiumsplatzierungen und holte mit der 3000-m-Staffel bereits beim zweiten Weltcup in ihrem Heimatland den ersten Sieg. Noch vier weitere Triumphe, darunter drei in Einzelrennen, folgten in der Saison 2002/03, womit sie den Gesamtweltcup dieser Saison gewinnen konnte. Außerdem wurde sie erneut mehrfache Teamweltmeisterin und Bronzemedaillengewinnerin über 500 Meter bei den Weltmeisterschaften 2003. Hier konnte sie auch den Weltmeistertitel mit der Staffel erringen.
In der nächsten Saison gelangen Fu fünf weitere Weltcupsiege, drei mit der Staffel, zwei über 500 Meter, womit sie den 500-m-Weltcup für sich entscheiden konnte. Zudem konnte sie drei Medaillen bei der Weltmeisterschaft 2004, zweimal Silber und einmal Bronze, gewinnen, auch verteidigte sie die Teamweltmeisterschaftstitel. Weitere Weltcuperfolge kamen in der Saison 2004/05 hinzu, dazu zwei Medaillen, jeweils einmal die silberne und die bronzene, bei der Weltmeisterschaft. Im Weltcup verlief die Saison 2005/06 ohne einen Einzelerfolg, dennoch konnte Fu Dritte im 500-m-Weltcup werden. Auf diese Strecke, auf der sie die besten Ergebnisse erzielt hatte, konzentrierte sie sich auch bei den Olympischen Spielen 2006 in Turin, bei denen sie als eine von sechs chinesischen Shorttrackern an den Start ging. Nachdem sie zunächst alle Vorläufe und das Halbfinale gewonnen hatte, wurde sie allerdings im Finale disqualifiziert und verpasste so eine olympische Medaille. Auch in der Staffel gemeinsam mit Cheng Xiaolei, Wang Meng und Yang Yang endete das Finale mit der Disqualifikation. Erneut drei Medaillen, darunter ein Sieg mit der Staffel, gewann sie allerdings bei der Weltmeisterschaft 2006. 
Abermals ohne Einzelerfolg im Weltcup blieb Fu dagegen in der Saison 2006/07, auch verpasste sie in Einzelrennen bei der Weltmeisterschaft eine Medaille. Mit der Staffel gewann sie Silber. Auch bei den Shorttrack-Teamweltmeisterschaften 2007 in Budapest gewann sie die Silbermedaille. Auch im Shorttrack-Weltcup 2007/08 war ihr ein Einzelerfolg versagt, dafür holte sie wie im Vorjahr vier zweite Plätze. Bei den Shorttrack-Weltmeisterschaften 2008 in Gangneung holte sie Bronze mit der Staffel. Bei den Shorttrack-Teamweltmeisterschaften 2008 in Harbin holte sie die Goldmedaille.  In ihrer letzten Saison 2008/09 kam sie über 500 m zweimal auf den zweiten und einmal auf den dritten Platz und erreichte damit den vierten Rang im Gesamtweltcup über 500 m. Bei den Shorttrack-Teamweltmeisterschaften 2009 in Heerenveen gewann sie wie im Vorjahr die Goldmedaille. 

## Weltcupsiege
| Nr. | Datum             | Ort              | Disziplin |
| --- | ----------------- | ---------------- | --------- |
| 1.  | 29. November 2002 | Sankt Petersburg | 500 m     |
| 2.  | 15. Februar 2003  | Chicoutimi       | 1500 m    |
| 3.  | 16. Februar 2003  | Chicoutimi       | 3000 m    |
| 4.  | 7. Februar 2004   | Mladá Boleslav   | 500 m     |
| 5.  | 13. Februar 2004  | Montreal         | 500 m     |
| 6.  | 30. Oktober 2004  | Peking           | 500 m     |
| 7.  | 4. Februar 2005   | Budapest         | 500 m     |

| Nr. | Datum             | Ort                |
| --- | ----------------- | ------------------ |
| 1.  | 27. Oktober 2002  | Peking 1           |
| 2.  | 1. Dezember 2002  | Sankt Petersburg 1 |
| 3.  | 7. Dezember 2003  | Peking 2           |
| 4.  | 8. Februar 2004   | Mladá Boleslav 3   |
| 5.  | 14. Februar 2004  | Bormio 3           |
| 6.  | 28. November 2004 | Hartford 4         |
| 7.  | 5. Dezember 2004  | Saguenay 4         |
| 8.  | 5. Februar 2005   | Budapest 4         |
| 9.  | 12. Februar 2005  | Spišská Nová Ves 4 |
| 10. | 2. Oktober 2005   | Hangzhou 5         |
| 11. | 9. Oktober 2005   | Seoul 4            |
| 12. | 29. Oktober 2006  | Jeonju 6           |
| 13. | 3. Dezember 2006  | Saguenay 7         |
| 14. | 11. Februar 2007  | Budapest 7         |
| 15. | 21. Oktober 2007  | Harbin 8           |
| 16. | 28. Oktober 2007  | Kōbe 8             |
| 17. | 25. November 2007 | Heerenveen 8       |
| 18. | 2. Dezember 2007  | Turin 8            |